# Uzbečki jezik
Uzbečki jezik (uzb. O'zbek tili/Ўзбек тили, O'zbekcha/Ўзбекча, أۇزبېك) najrasprostranjeniji je turkijski jezik u srednjoj Aziji.
U Uzbekistanu je maternji jezik većini stanovništva a ujedno i službeni jezik.
Uzbečki pripada jugoistočnoj skupini turkijskih jezika (ujgurskoj grani). Srodan mu je ujgurski jezik kojim se govori u kineskoj pokrajini Xinjiangu (Hinjang).
Današnji standardni oblik jezika potiče neposredno od čagatajskog jezika.

## Rasprostranjenost
Uzbečkim govori više od 20 milijuna ljudi širom svijeta.
U Uzbekistanu živi 16,5 milijuna ljudi koji govore raznim dijalektima uzbečkog jezika. U Uzbekistanu preko 99% Uzbeka govori ga kao materinski jezik. U susjednom Tadžikistanu uzbečkim govori 1,2 milijun ljudi, u Kazahstanu 332.017, u Kirgistanu 550.096 a u Turkmenistanu 317.333 ljudi.
U kineskoj pokrajini Xinjiangu prema popisu stanovništva iz 1990. godine uzbečkim govori još 3000 ljudi.